# The Best of the Alan Parsons Project Vol. 2
The Best of The Alan Parsons Project Vol. 2 è la seconda raccolta del gruppo progressive rock britannico The Alan Parsons Project, pubblicata nel novembre del 1987 dalla Arista Records.

## Descrizione
All'inizio l'album era previsto come la vera e propria seconda parte della raccolta precedente, che aveva brani degli album dal 1977 al 1982, e pertanto avrebbe dovuto contenere il best degli album del gruppo dal 1984 al 1987, Ammonia Avenue, Vulture Culture, Stereotomy e Gaudi. Ma in fase di registrazione si preferì inserire anche tre successi degli album precedenti che non erano stati inseriti nella prima raccolta I Robot dell'album I Robot del 1977, What Goes Up da Pyramid del 1978 e The Turn of a Friendly Card (part two) da The Turn of a Friendly Card del 1980.
La quantità di brani estratti da ogni album è la seguente:
- 1 da I Robot del 1977
- 1 da Pyramid del 1978
- 1 da The Turn of a Friendly Card del 1980
- 3 da Ammonia Avenue del 1984
- 2 da Vulture Culture del 1985
- 2 da Stereotomy del 1986
- 2 da Gaudi del 1987

Nella raccolta, in previsione della pubblicazione dell'album dedicato The Instrumental Works, vi è un solo brano strumentale.

## Tracce[1]
Testi e musiche di Eric Woolfson e Alan Parsons; edizioni musicali Arista Records.
1. Prime Time (Ammonia Avenue - 1984) – 3:48 – Voce: Eric Woolfson • Chitarra elettrica ed acustica: Ian Bairnson • Basso: David Paton • Batteria e percussioni: Stuart Elliott • Tastiere: Eric Woolfson • Sintetizzatore: Alan Parsons • Sassofono: Mel Collins • Orchestra: The Philharmonia Orchestra, diretta da Christoffer Warren-Green
2. Let's Talk About Me (Vulture Culture - 1985) – 3:37 – Voce e basso: David Paton • Chitarra: Ian Bairnson • Batteria e percussioni: Stuart Elliott • Pianoforte: Eric Woolfson • Sintetizzatore: Alan Parsons • Sintetizzatore e sassofono: Richard Cottle • Voci di sottofondo: Mr. Laser Beam
3. Standing on Higher Ground (Gaudi - 1987) – 4:22 – Voce: Geoff Barradale • Pianoforte e tastiere: Eric Woolfson • Sintetizzatore e sassofono: Richard "Trix" Cottle • Basso: Laurie Cottle • Violoncello: John Heley • Timpani: Bob Howes • Corni: David Cripp
4. Stereotomy (Stereotomy - 1986) – 4:26 – Voce: John Miles • Basso: David Paton • Batteria e percussioni: Stuart Elliott • Chitarra: Ian Bairnson • Tastiere: Alan Parsons • Pianoforte: Eric Woolfson • Sintetizzatore e sassofono: Richard "Trix" Cottle • Orchestra: The Philharmonia Orchestra, diretta da Christoffer Warren-Green
5. Don't Answer Me (Ammonia Avenue - 1984) – 4:10 – Voce e tastiere: Eric Woolfson• Chitarra elettrica ed acustica: Ian Bairnson • Basso: David Paton • Batteria e percussioni: Stuart Elliott • Sintetizzatore: Alan Parsons • Sassofono: Mel Collins • Orchestra: The Philharmonia Orchestra, diretta da Christoffer Warren-Green
6. Limelight (Stereotomy - 1986) – 4:38 – Voce: Gary Brooker • Chitarra elettrica ed acustica: Ian Bairnson • Basso: David Paton • Batteria e percussioni: Stuart Elliott • Tastiere: Alan Parsons • Pianoforte e tastiere: Eric Woolfson • Sintetizzatore e sassofono: Richard Cottle • Orchestra: The Philharmonia Orchestra, diretta da Christoffer Warren-Green
7. I Robot (I Robot - 1977) – 6:00 – Strumentale • Tastiere, chitarra acustica, projectron e vocoder: Alan Parsons • Chitarra elettrica ed acustica: Ian Bairnson • Basso e chitarra acustica: David Paton • Batteria e percussioni: Stuart Tosh • Tastiere, projectron e vocoder: Eric Woolfson • Tastiere: Duncan Mackay • Cimbalom e kantele: John Leach • Steel guitar: B.J. Cole
8. What Goes Up (Pyramid - 1978) – 3:24 – Voce: David Paton • Chitarra elettrica ed acustica: Ian Bairnson • Tastiere e chitarra acustica: Alan Parsons • Basso e chitarra acustica: David Paton • Batteria e percussioni: Stuart Elliott • Tastiere: Duncan Mackay • Tastiere: Eric Woolfson
9. Days Are Numbers (The Traveller) (Vulture Culture - 1985) – 4:08 – Voce: Chris Rainbow • Basso: David Paton • Batteria e percussioni: Stuart Elliott • Chitarra: Ian Bairnson • Tastiere e sintetizzatore: Alan Parsons • Pianoforte: Eric Woolfson • Sintetizzatore e sassofono: Richard Cottle • Voci di sottofondo: Mr. Laser Beam
10. Ammonia Avenue (Ammonia Avenue - 1984) – 6:32 – Voce: Eric Woolfson • Chitarra elettrica ed acustica: Ian Bairnson • Basso: David Paton • Batteria e percussioni: Stuart Elliott • Tastiere e sintetizzatore: Alan Parsons • Tastiere: Eric Woolfson • Sassofono: Mel Collins • Orchestra: The Philharmonia Orchestra, diretta da Christoffer Warren-Green
11. The Turn of a Friendly Card (part two) (The Turn of a Friendly Card - 1980) – 3:20 – Voce: Chris Rainbow • Chitarra elettrica ed acustica: Ian Bairnson • Basso: David Paton • Batteria e percussioni: Stuart Elliott • Tastiere: Alan Parsons • Tastiere: Eric Woolfson • Orchestra: The Orchestra Of The Munich Chamber Opera, diretta da Sandor Farcas
12. La Sagrada Familia (Gaudi - 1987) – 8:44 – Voce: John Miles • Cori: Eric Woolfson • Cori: Chris Rainbow

Durata totale: 57:09

## Formazione

### Leader
- Alan Parsons - chitarra acustica (tracce 7,8), tastiere (tracce 4,6,11), sintetizzatore (tracce 1,2,5,9,10), autore testi e musiche (tracce 1,2,3,4,5,6,7,8,9,10,11,12)
- Eric Woolfson - voce (tracce 1,5,10),tastiere (tracce 1,5,10), pianoforte (tracce 2,3,4,6,10), autore testi e musiche (tracce 1,2,3,4,5,6,7,8,9,10,11,12)

### Session man
- Lenny Zakatek - voce (tracce 1,3,6,9)
- David Paton - voce (tracce 2,8), chitarra acustica (tracce 7,8), basso (tracce 1,2,4,11)
- Chris Rainbow - voce (tracce 9,11)
- Ian Bairnson - chitarra acustica (tracce 1,5,8,10,11), chitarra elettrica (tracce 1,2,3,4,5,6,7,8,9,10,11)
- Duncan Mackay - tastiere (tracce 7,8)
- Stuart Elliott - batteria (tracce 1,2,3,4,5,6,8,9,10,11)
- Mel Collins - sassofono (tracce 5,10)
- Stuart Tosh - batteria (traccia 7)
- Richard Cottle - sintetizzatore e sassofono (tracce 2,6,9)
- Richard "Trix" Cottle - sintetizzatore e sassofono (tracce 3,4)
- Mr Laser Beam - voci di sottofondo (tracce 2,9)

### Orchestra
- The Philharmonia Orchestra - (tracce 1,4,5,6,10)
- The Orchestra Of The Munich Chamber Opera - (traccia 11)